# 銀領

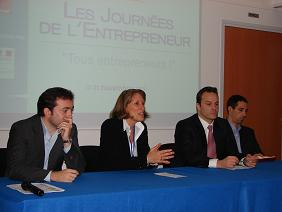
四位IBM高階事業群經理

銀領階級嚴格而論也屬於辦公室內的白領階級，不過是比一般白領階級更為高階的一群，多是指企業的中高階以上主管。
由於機器、電腦等已為社會帶來高度自動化，於工廠、公眾場合工作的需求人數日益減少中，以美國而言，60%的在職工作者都是在辦公室內工作，也就是所謂的白領階級，白領已相當普遍，不再是過去高高在上、高不可攀的位置。
不過，即便在辦公室工作的人口比例日增，但所從事的工作依然有層次之分，特別是進入知識經濟時代後，倘若是從事簡單資訊收集、分類、整理等較例行少變化的工作，則依然被稱為白領階級，而依據白領的工作基礎及成效，再加以進行資訊的分析、預測、決策等工作者，就被稱為銀領階級，相對於白領階級而言是更高層次的知識工作者。